# Octavius Antoninus
Octavius Antoninus (sein Praenomen ist nicht bekannt) war ein im 1. und 2. Jahrhundert n. Chr. lebender Angehöriger des römischen Senatorenstandes.
Durch ein Militärdiplom, das auf den 29. Juni 120 datiert ist, ist belegt, dass Antoninus 120 Statthalter in der Provinz Macedonia war.
Es ist umstritten, ob er als senatorischer Statthalter (Proconsul) oder im Auftrag des Kaisers Statthalter (Legatus Augusti pro praetore) war. Laut Werner Eck war er Proconsul; Edmund Groag hält es für möglich, dass er als Legatus Augusti pro praetore der Nachfolger von Decimus Terentius Gentianus war.

## Datierung
Werner Eck datiert seine Statthalterschaft in das Amtsjahr 119/120.